# 潘普洛納車站
潘普洛納/伊魯尼亞站（西班牙語：Estación de Pamplona）是西班牙納瓦拉自治區首府潘普洛納（巴斯克語稱為伊魯尼亞）的主要火車站。啟用於1860年。2018年共有977,418人次利用該站。